# 卡爾瓦倫山
8°53′49.12″S 77°44′16.42″W / 8.8969778°S 77.7378944°W
卡爾瓦倫山（Carhuallún），是秘魯的山峰，位於該國北部安卡什大區，由瓦斯卡蘭國家公園負責管轄，屬於布蘭卡山脈的一部分，海拔高度5,290米。